# Mothern
Mothern je občina v departmaju Bas-Rhin francoske regije Alzacija.
Leta 2010 je v občini živelo 2.038 oseb oz. 198 oseb/km².